# Renkum

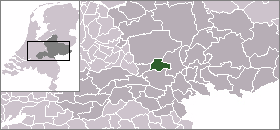
Renkums läge

Renkum är en kommun i provinsen Gelderland i Nederländerna. Kommunens totala area är 47,12 km² (där 1,11 km² är vatten) och invånarantalet är på 31 944 invånare (2005).